# Tetraena migiurtinorum
Tetraena migiurtinorum är en pockenholtsväxtart som först beskrevs av Emilio Chiovenda, och fick sitt nu gällande namn av Beier & Thulin. Tetraena migiurtinorum ingår i släktet Tetraena och familjen pockenholtsväxter. Inga underarter finns listade i Catalogue of Life.